# Johnny Yune
Johnny Yune (hangul: 자니 윤, handzsa: 尹宗承, RR: Yune Jong-seung; Umszong, Korea, 1936. október 22. – Irvine, Kalifornia, USA, 2020. március 8.) koreai-amerikai színész, forgatókönyvíró.

## Filmjei
Mozifilmek
- Meteor (1979)
- Ágyúgolyó futam (The Cannonball Run) (1981)
- Hívjatok Bruce Lee-nek! (They Call Me Bruce) (1982, forgatókönyvíró is)
- Alma a fájától (Nothing in Common) (1988)
- Furfangos kung-fu mester (They Still Call Me Bruce) (1987)
- Hamburger Johnny (1988)
- Western Avenue (1993)

Tv-filmek
- Sergeant T.K. Yu (1979)
- Gidget's Summer Reunion (1985)

Tv-sorozatok
- Kung Fu (1977, egy epizódban)
- The Richard Pryor Show (1974, egy epizódban)
- MASH (1976–1977, négy epizódban)
- Kojak (1978, egy epizódban)
- Szerelemhajó (The Love Boat) (1980, egy epizódban)
- Rubeusutori in Habeodeu (2004)

## További információ
- Johnny Yune a PORT.hu-n (magyarul)
- Johnny Yune az Internetes Szinkronadatbázisban (magyarul)
- Johnny Yune az Internet Movie Database-ben (angolul)
- Johnny Yune a Rotten Tomatoeson (angolul)